# Supercopa da Rússia
A Supercopa da Rússia (em russo: Суперкубок России) é uma competição de futebol disputada anualmente em uma única partida. Os dois clubes participantes são os detentores do título de campeão da Premier League Russa e da Copa da Rússia. Se a Premier League Russa e a Copa da Rússia forem vencidas pelo mesmo time, então o outro participante é o vice-campeão da Premier League Russa. A partida é jogada no início da temporada, geralmente no mês de julho.[carece de fontes?]
O troféu tem sido disputado desde 2003.[carece de fontes?]

## Título por time
| Temporada     | Campeão                                                         | Placar                    | Vice-Campeão                                         | Estádio                                   | Público                  |
| ------------- | --------------------------------------------------------------- | ------------------------- | ---------------------------------------------------- | ----------------------------------------- | ------------------------ |
| 2003 Detalhes | Lokomotiv Moscou Vencedor do Campeonato Russo 2002              | 1 – 1 t.e., 4–3 pen.      | CSKA Vencedor da Copa da Rússia 2001                 | Estádio Lokomotiv, Moscou                 | 15000[carece de fontes?] |
| 2004 Detalhes | CSKA Vencedor do Campeonato Russo 2003                          | 3 – 1 t.e.                | Spartak Moskva Vencedor da Copa da Rússia 2002       | Estádio Lokomotiv, Moscou                 | 18000[carece de fontes?] |
| 2005 Detalhes | Lokomotiv Moscou Vencedor do Campeonato Russo 2004              | 1 – 0                     | Terek Grozny Vencedor da Copa da Rússia 2003         | Estádio Lokomotiv, Moscou                 | 11000[carece de fontes?] |
| 2006 Detalhes | CSKA Vencedor do Campeonato Russo 2005 e Copa da Rússia 2004    | 3 – 2                     | Spartak Moskva Vice-campeão do Campeonato Russo 2005 | Estádio Lujniki, Moscou                   | 43000[carece de fontes?] |
| 2007 Detalhes | CSKA Vencedor do Campeonato Russo 2006 eCopa da Rússia 2005     | 4 – 2                     | Spartak Moskva Vice-campeão do Campeonato Russo 2006 | Estádio Lujniki, Moscou                   | 45000[carece de fontes?] |
| 2008 Detalhes | Zenit Vencedor do Campeonato Russo 2007                         | 2 – 1                     | Lokomotiv Moscou Vencedor da Copa da Rússia 2006     | Estádio Lujniki, Moscou                   | 48000[carece de fontes?] |
| 2009 Detalhes | CSKA Vencedor da Copa da Rússia 2007                            | 2 – 1 t.e.                | Rubin Cazã Vencedor do Campeonato Russo 2008         | Estádio Lujniki, Moscou                   | 15000[carece de fontes?] |
| 2010 Detalhes | Rubin Cazã Vencedor do Campeonato Russo 2009                    | 1 – 0                     | CSKA Vencedor da Copa da Rússia 2008                 | Estádio Lujniki, Moscou                   | 17000[carece de fontes?] |
| 2011 Detalhes | Zenit Vencedor do Campeonato Russo 2010 e Copa da Rússia 2009   | 1 – 0                     | CSKA Vice-campeão do Campeonato Russo 2010           | Estádio Kuban, Krasnodar                  | 26000[carece de fontes?] |
| 2012 Detalhes | Rubin Cazã Vencedor da Copa da Rússia 2011                      | 2 – 0                     | Zenit Vencedor do Campeonato Russo 2011-12           | Metallurg Stadium, Samara                 | 16000[carece de fontes?] |
| 2013 Detalhes | CSKA Vencedor do Campeonato Russo 2012-13 e Copa da Rússia 2012 | 3 – 0                     | Zenit Vice-campeão do Campeonato Russo 2012-13       | Olimp - 2, Rostov do Don                  | 16000[carece de fontes?] |
| 2014          | CSKA Vencedor da Premier League 2013–14                         | 3 - 1                     | Rostov Vencedor da Copa da Rússia 2013–14            | Kuban Stadium, Krasnodar                  | 13150[carece de fontes?] |
| 2015          | Zenit Vencedor da Premier League 2014–15                        | 1 – 1 (pro.) 4 – 2 (pen.) | Lokomotiv Moscou Vencedor da Copa da Rússia 2014–15  | Petrovsky Stadium, São Petersburgo        | 17337[carece de fontes?] |
| 2016 Detalhes | Zenit Vencedor da Copa da Rússia 2015–16                        | 1 – 0                     | CSKA Vencedor da Premier League 2015–16              | Estádio Lokomotiv, Moscou                 | 22000                    |
| 2017 Detalhes | Spartak Moskva Vencedor da Premier League 2016–17               | 2 – 1 (pro.)              | Lokomotiv Moscou Vencedor da Copa da Rússia 2016–17  | Estádio Lokomotiv, Moscou                 | 24444[carece de fontes?] |
| 2018 Detalhes | CSKA Vice-campeão do Campeonato Russo 2017–18                   | 1 – 0                     | Lokomotiv Moscou Vencedor da Premier League 2017–18  | Estádio de Níjni Novgorod, Níjni Novgorod | 43319[carece de fontes?] |
| 2019 Detalhes | Lokomotiv Moscou Vencedor da Copa da Rússia 2018–19             | 3 – 2                     | Zenit Vencedor da Premier League 2018–19             | Estádio Dínamo, Moscou                    |                          |
| 2020 Detalhes | Zenit Vencedor da Premier League 2019–20 e Copa da Rússia 2020  | 2 – 1                     | Lokomotiv Moscou Vice do Premier League 2019–20      | Estádio Dínamo, Moscou                    |                          |

| Time                      | Campeão                                                    | Vice-campeão                     |
| ------------------------- | ---------------------------------------------------------- | -------------------------------- |
| Zenit (São Petersburgo)   | 2008, 2011, 2015, 2016, 2020, 2021, 2022 , 2023 e 2024 (9) | 2012, 2013, 2019 (3)             |
| CSKA (Moscou)             | 2004, 2006, 2007, 2009, 2013, 2014, 2018, 2025 (8)         | 2003, 2010, 2011, 2016, 2023 (5) |
| Lokomotiv (Moscou)        | 2003, 2005, 2019 (3)                                       | 2008, 2017, 2020 (3)             |
| Rubin (Cazã)              | 2010, 2012 (2)                                             | 2009 (1)                         |
| Spartak (Moscou)          | 2017 (1)                                                   | 2004, 2006, 2007 (3)             |
| Akhmat (Grózni)           | (0)                                                        | 2005 (1)                         |
| FC Rostov (Rostov do Don) | (0)                                                        | 2014 (1)                         |
| Futbolniy Klub Krasnodar  | (0)                                                        | 2024, 2025 (2)                   |

## Estatísticas por jogador
| Jogador            | Anos vencidos                                | Vice-campeonatos           |
| ------------------ | -------------------------------------------- | -------------------------- |
| Sergei Ignashevich | 7 (2003, 2004, 2006, 2007, 2009, 2013, 2014) | 3 (2010, 2011, 2016)       |
| Igor Akinfeev      | 6 (2004, 2006, 2007, 2009, 2013, 2014)       | 4 (2003, 2010, 2011, 2016) |
| Vasili Berezutski  | 6 (2004, 2006, 2007, 2009, 2013, 2014)       | 4 (2003, 2010, 2011, 2016) |
| Sergei Semak       | 3 (2004, 2010, 2011)                         | 3 (2003, 2009, 2012)       |